# San Luis Potosí (település)
San Luis Potosí Mexikó San Luis Potosí államának fővárosa. Lakossága 2010-ben kb. 723 000 fő volt, de a hozzá tartozó, 4 községből álló agglomerációban csaknem 1,1 millióan éltek. Északkeleti részéhez hozzánőtt egy másik nagyváros: Soledad de Graciano Sánchez.

## Földrajz

### Fekvése
San Luis Potosí Mexikó középső részén terül el egy kb. 1860 méterrel a tenger szintje felett fekvő fennsíkon a Keleti-Sierra Madre hegység közelében. A várost délről és nyugatról közvetlenül is hegyek határolják, néhány utca már ezekre a hegyekre is felkapaszkodik. Állandó folyója nincs, csak időszakos vízfolyásai.

### Éghajlat
A város éghajlata meleg és igen száraz. A hónapok átlaghőmérsékletei a januári 13,1 °C-tól a májusi 21,3 °C-ig terjednek, az eddigi melegrekord 37,9 °C volt, míg egyszer -8,5 °C-os fagyot is mértek. A kevés csapadék (átlagosan évi 342 mm) döntő része a júniustól szeptemberig tartó időszakban hull.
| Hónap                                   | Jan. | Feb. | Már. | Ápr. | Máj. | Jún. | Júl. | Aug. | Szep. | Okt. | Nov. | Dec. | Év   |
| --------------------------------------- | ---- | ---- | ---- | ---- | ---- | ---- | ---- | ---- | ----- | ---- | ---- | ---- | ---- |
| Rekord max. hőmérséklet (°C)            | 29,2 | 30,0 | 34,4 | 36,2 | 37,9 | 36,7 | 33,6 | 31,9 | 31,0  | 32,3 | 34,2 | 28,9 | 37,9 |
| Átlagos max. hőmérséklet (°C)           | 21,7 | 23,9 | 27,0 | 28,9 | 30,2 | 28,7 | 26,9 | 26,6 | 25,4  | 24,7 | 23,9 | 21,9 | 25,8 |
| Átlaghőmérséklet (°C)                   | 13,1 | 14,9 | 17,4 | 19,5 | 21,3 | 20,9 | 19,7 | 19,5 | 18,7  | 16,9 | 15,5 | 13,4 | 17,6 |
| Átlagos min. hőmérséklet (°C)           | 4,5  | 5,8  | 7,7  | 10,0 | 12,3 | 13,1 | 12,5 | 12,4 | 11,9  | 9,2  | 7,1  | 4,9  | 9,3  |
| Rekord min. hőmérséklet (°C)            | −4,9 | −5,0 | −5,1 | 1,5  | 4,5  | 7,0  | 7,9  | 6,0  | 2,1   | −1,5 | −4,0 | −8,5 | −8,5 |
| Átl. csapadékmennyiség (mm)             | 18   | 7    | 4    | 20   | 39   | 51   | 53   | 42   | 50    | 33   | 7    | 19   | 342  |
| Forrás: Servicio Meteorológico Nacional |      |      |      |      |      |      |      |      |       |      |      |      |      |

## Népesség
Ahogy egész Mexikóban, San Luis Potosí szűken vett városában is és az agglomerációban is folyamatosan növekszik a népesség. Ezeket a változásokat szemlélteti az alábbi táblázat:
| Év   | Lakosság (San Luis Potosí város) | Lakosság (San Luis Potosí-i agglomeráció) |
| ---- | -------------------------------- | ----------------------------------------- |
| 1990 | 489 238                          | 704 039                                   |
| 1995 | 586 585                          | 832 192                                   |
| 2000 | 629 208                          | 902 624                                   |
| 2005 | 685 934                          | 1 009 515                                 |
| 2010 | 722 772                          | 1 097 906                                 |

## Története

### A város alapítása és a spanyol fennhatóság időszaka
A területet a 12. századtól kezdve vad indián népek lakták, a Tula pusztulása után szétszóródottak egyik csoportja. Az ő guachichil nyelvű szavuk alapján nevezték később ezt a vidéket La Tangamangának. A 16. században több spanyol csapat próbálkozott a környék meghódításával, ez végül Rodrigo del Ríónak sikerült, aki 1591. november 2-án elrendelte, hogy a helyi csicsimék falvakba tlaxkalték alattvalók költözzenek be. Így alakult meg egy évvel és egy nappal később, 1592. november 3-án San Luis Mesquitique település, azon a helyen, ahol már 1583-ban Diego de la Magdalena guachichil indiánokat telepített le.
A későbbi fejlődés oda vezetett, hogy 1656. május 30-án Francisco Fernández de la Cueva alkirály városi (ciudad) rangra emelte az akkor Minas de San Luis Potosínak nevezett települést. 1767-ben súlyos spanyolellenes lázadás tört ki a városban, a környező falvak lakói beözönlöttek a városba, kővel dobálták az elöljáróság lakásait és fosztogattak. A felkelést végül José de Gálvez csapatai verték le és súlyos büntetésben részesítették a lázongókat: 32 embert felakasztottak, 33-at száműztek, 109-et életfogytiglani fegyházta ítéltek, 21-et 10 év börtönre, 116-ot 8 évre, 22-t 6 évre és egyet gályarabságra. Szintén megbüntették a falvakat, ahonnan a lázadók érkeztek: halálbüntetés terhe mellett megtiltották a lakosoknak íj, szúró- és vágófegyverek, valamint lőfegyverek birtoklását, az indiánok nem járhattak lovon és nem viselhettek a spanyolokéhoz hasonló ruhákat, és hosszú hajat sem, viszont a tilmàtlit előírták számukra. Ez utóbbi szabályok megszegőire 100 korbácsötés és egy év börtön várt, a visszaesőkre pedig örökös száműzetés.
1786-ban Új-Spanyolországot 12 részre osztották, ennek során San Luis Potosí fennhatósága alá került a mai Új-León, Coahuila és Texas egy része is.

### 19. század, függetlenség

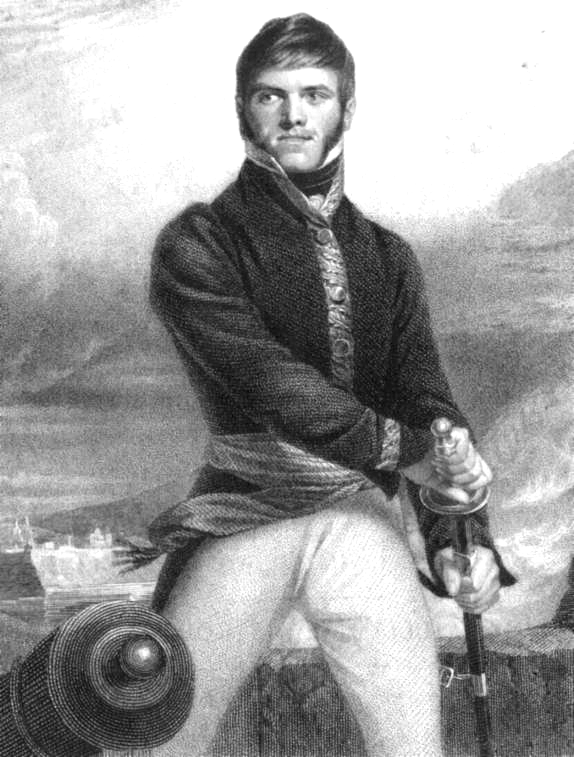
Francisco Xavier Mina

A függetlenségi harcokból San Luis Potosí is kivette a részét: a városban Luis Herrera, Juan Villerías és Francisco Lanzagorta vezetésével tört ki felkelés. A lázadás akkor érte el csúcspontját, amikor megérkezett Francisco Xavier Mina kapitány és vereséget mért a királypártiakra.
1821. június 24-én Manuel Tovar alezredes felszólította a város vezetőségét, hogy adja át a főteret a Három Garancia Hadseregének, miután ez megtörtént, kihirdette a településen a függetlenséget. Az 1824-es alkotmány értelmében létrejött San Luis Potosí állam, melynek saját alkotmánya 1826. október 17-én lépett életbe.
Ezután a városfejlesztés szempontjából a legfontosabb teendők az utcák kövezése és a közvilágítás bevezetése volt. Előbbi 1825. június 4-én kezdődött, az első lámpákat pedig (négy darabot a kormányzati palota falán) 6 nappal ezután helyezték el. Még ebben az évben megalakult az éjjeliőrség és megnyílt a város első nyomdája is. 1828-ban pénzverde kezdte meg működését (1893-ban szűnt meg), és ekkor adták ki a város első újságját is El Mexicano Libre Potosinense címmel (február 24-től december 21-ig adták ki, összesen 84 száma jelent meg). Ugyancsak 1828-ban kezdték el névvel ellátni az utcákat és számozni a házakat, és ebben az évben nyílt meg a település első könyvtára is José María Aguado jóvoltából.
A mexikói-amerikai háború idején Antonio López de Santa Anna csapatai észak felé San Luis Potosí városán vonultak át, de maga a háború elkerülte a térséget, csak a csapatok ellátását biztosították innen.
Később tovább fejlődött a város: 1857-ben megjelentek az első hivatásos fényképészek (közülük kiemelkedett Carlos Raud és O. O. Curtis), 1860-ban pedig litográfiai műhely nyílt.
A francia megszállás idején, Puebla 1863. május 7-i eleste után Benito Juárez ideköltözésével rövid időre San Luis Potosí a köztársaság fővárosává vált. Az első francia csapatok 1864. január 13-án érték el a várost Armando Alejandro de Castaguy vezetésével. 1866. január 1-jén avatták fel a San Luis Potosí és Mexikóváros közötti első távíróvonalat, majd a hadi események folytatódtak: 1867 januárjában megérkeztek a köztársasági csapatok Mariano Escobedo tábornok vezetésével, február 21-én pedig visszatért Benito Juárez, és a város másodszor is Mexikó fővárosa lett. Ez év decemberében csatolták a városhoz a vele egybeépült külvárosokat.
1876-ban Porfirio Díaz meghirdette a Tuxtepeci tervet, majd legfőbb híve, Carlos Diez Gutiérrez, december 24-én a városba érkezett, ahol kormányzóvá és a hadsereg parancsnokává avatták.
1888-ban nyílt meg az észak-déli irányú vasútvonal Mexikóváros és Nuevo Laredo között, melynek egyik fontos állomása San Luis Potosí volt. 1889-ben Aguascalientes irányába is megnyílt a vasút, 1890 áprilisában pedig Tampico felé is. 1883-ban jött létre a telefonos kapcsolat San Luis Potosí és Zacatecas között, melyet 1891-ben az állam több községére is kiterjesztettek. 1885-től kezdve jelent meg az El Estandarte című folyóirat, alapító főszerkesztője Primo Feliciano Velázquez volt. 1890. január 10-én indult el a városi villanyvilágítás. 1863-ban kezdődött és 1907-ben fejeződött be a San José völgyzáró gát építése.

### 20. század
A porfirista rendszer ellen 1901 óta aktív ellenállás mutatkozott a városban. Ennek egyik megnyilvánulása az 1901-ben és 1902-ben tartott szabadelvű kongresszus volt, ahol részt vett többek között Camilo Arriaga, Ricardo Flores Magón, Antonio Díaz Soto y Gama és Librado Rivera is. A forradalom idején 1911. május 26-án Cándido Navarro forradalmár tábornok és 500-nál is több embere vonult be a város főtetére, majd június 3-án távoztak. 1914. július 21-én a carranzista csapatok ellenállás nélkül vonultak be San Luis Potosíba, és Eulalio Gutiérrezt nevezték ki kormányzóvá és katonai parancsnokká, majd 1915 februárjában Francisco Villa emberei, Tomás Urbina tábornok és Emiliano Sarabia ezredes érkeztek meg, innentől kezdve Sarabia lett a kormányzó. Amikor azonban az El Ébanó-i csatában Villa seregei vereséget szenvedtek, ismét a carranzisták tértek vissza a városba és Gabriel Gavira Castrót nevezték ki kormányzóvá. A forradalom évei során mindegyik hatalomátvétel békésen, vér nélkül zajlott.
A forradalom után tovább fejlődött a város. 1923-ban autonóm egyetemi rangra emelték a korábban megalakult Instituto Científico y Literario nevű tudományos és irodalmi intézetet.
1924-ben elmérgesedett a viszony a világi kormányzat és az egyház között, március 18-án Dr. Abel Cano kormányzó egy elnöki rendeletnek megfelelően bezáratta a város összes templomát.

## Látnivalók, turizmus

### Műemlékek, szobrok, emlékművek

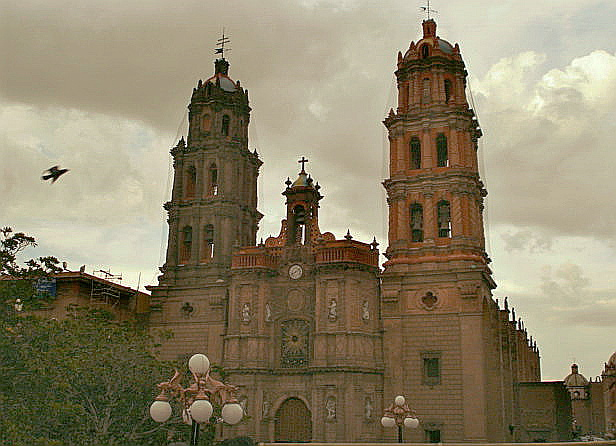
A székesegyház épülete

A történelmi városközpont legjelentősebb műemléke a székesegyház, de emellett számos templom, kápolna és más régi épület díszíti a belvárost, különösen a Plaza de El Carmen nevű tér szépsége vonzza az ide látogatókat, de említésre érdemes a Plaza de Armas, a Plaza de los Fundadores, a Calzada de Guadalupe nevű út és az Hidalgo utca is. Hét történeti kert és számos emlékmű is található még itt, például egy kőtalapzaton álló óra, melyet a függetlenség 100. évfordulója alkalmából építettek.
Híres épületei a városnak a kormánypalota, a községi palota, a régi postai épületek és a régi vasútállomás, az egykori pénzverde, a La Paz és az Alarcón színházak, a régi állami büntetésvégrehajtási intézet, a Damián Carmona internátus, valamint a különböző múzeumok és közintézmények épületei.
A város leghíresebb szoborcsoportja a Casa de la Cultura („A Kultúra Háza”) udvarán álló, három meztelen női alakot ábrázoló Las Tres Gracias, de ismert még a La Paz Színházban elhelyezett táncosnő-szobor és a kormánypalotában található viaszszobrok.

### Múzeumok

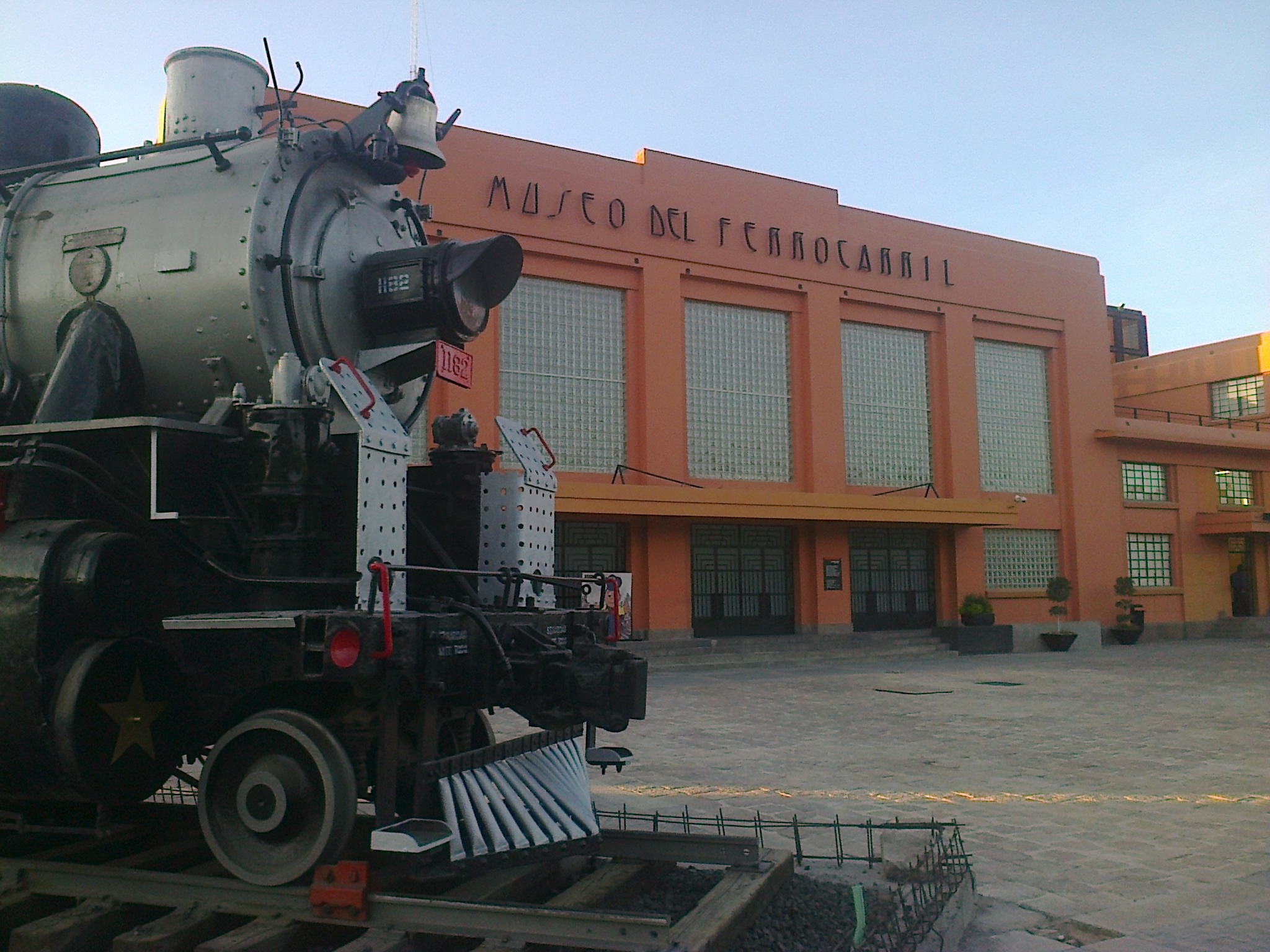
A vasúttörténeti múzeum

A városban a Sistema de Información Cultural 14 múzeumot tart nyilván.
A Nemzeti Embertani és Történelmi Intézet (INAH) kezelésében működik a városban az 1952-ben megnyitott Museo Regional Potosino (ma a történelmi városközpontban, a Plaza de Aranzazú téren található), melynek 10 kiállítóteremben ismerkedhetünk meg a terület történeti emlékeivel, valamint időszaki kiállításokat tekinthetünk meg. A múzeumot a világháló segítségével akár virtuálisan is bejárhatjuk.
A Nemzeti Álarcmúzeum (Museo Nacional de la Máscara) szintén a történelmi városközpontban, a Plazoleta del Carmenen várja a látogatókat. Az 1898-ban épült házban berendezett kiállítás főként Víctor José Moya Rubio több mint 1000 darabos maszkgyűjteményéből áll, melyet két teremben mutat be, emellett egy időszakos kiállításoknak otthont adó terme is van.
A Museo de Historia de la Ciencia de San Luis Potosí különlegessége, hogy (főként a fiatalok oktatása céljából) egy nyilvános laboratóriummal rendelkezik, ahol saját tapasztalatok révén ismerkedhetünk meg a tudományok világával. Hasonló, interaktív környezetet biztosít a Museo Laberinto de las Ciencias y las Artes bemutatóhely is.
Történelem, azon belül is a spanyol alkirályság időszaka a témája a Museo del Virreinato múzeumnak. Szintén a régmúlttal, azon belül is az állam területén jellemző régi hagyományokkal foglalkozik a Museo de las Tradiciones Potosinas és a népművészeti témájú Museo de Culturas Populares de San Luis Potosí. Manuel José Othón költő emlékmúzeuma is megtekinthető a városban, valamint képzőművészeti kiállítások is, például a kortárs szobrászat alkotásait bemutató Museo de Escultura Contemporánea Federico Silva vagy a szintén kortárs művészettel foglalkozó Museo de Arte Contemporáneo (MAC). Részben művészeti, részben történeti gyűjteménnyel rendelkezik a Museo Francisco Cossío. Ezek mellett van a városban még egy bikaviadalokkal kapcsolatos múzeum (Museo de Tauromaquia), valamint a Nuestro Señor del Saucito templom parókiáján egy kis kiállítás látható az államból származó fogadalmi tárgyakból. Végül megemlítendő még a régi vasútállomáson berendezett vasúttörténeti múzeum.

### Rendezvények
A szokásos vallási ünnepeken (melyek közül kiemelkedik az állam védőszentjének, Szent Lajosnak az augusztus 25-i ünnepe és a húsvétkor előadott passió) kívül egy nevezetes hagyományos rendezvényt tartanak minden évben: május második felében a Primavera Potosina, azaz a „Potosí-i Tavasz” nevű fesztivált.

### Kultúra, hagyományok
A városban régi hagyománya van a kézművességnek, különösen a fa- és kőfaragásnak, valamint a huarache nevű szandálféleség készítésének.
Számos épületet díszítenek festmények San Luis Potosíban. Nem csak a templomok oltárképei szemet gyönyörködtetők, hanem középületek falain, például a kultúrház, a La Paz Színház, a községi palota és az egyetem adminisztrációs épületéin is láthatunk ilyen jellegű műalkotásokat.
Jellegzetes San Luis Potosí-i ételspecialitás az úgynevezett Fiambre Potosino, mely marhanyelvből, disznócsülökből és csirkemellből készül különféle zöldségekkel és csicseriborsóval. Némelyik tipikus mexikói ételnek, így az enchiladának is létezik helyi változata: az Enchilada Potosina készítéséhez chilis-sajtos tölteléket használnak.

## Sport
A város kedvelt sportja a labdarúgás: a sárga-kék klubszínekkel rendelkező San Luis Fútbol Club 2013-ig az első osztályú bajnokságban szerepelt, ahonnan nem a pályán elért eredmény alapján, hanem felvásárlás miatt új néven (Atlético San Luis) a másodosztályba került. Stadionjuk az Estadio Alfonso Lastras.
Egykor sikeres kosárlabdacsapata, a Santos Reales de San Luis, mely 2004-ben megnyerte az első osztályú bajnokságot (az LNBP-t), azóta megszűnt.

## Testvérvárosok
San Luis Potosínak 14 testvérvárosa van, ebből 5 belföldi, 9 nemzetközi kapcsolat:
| Város                    | Ország                        |
| ------------------------ | ----------------------------- |
| Aguascalientes           | Mexikó (Aguascalientes állam) |
| Almadén                  | Spanyolország                 |
| Guadalajara              | Mexikó (Jalisco állam)        |
| Guadalupe                | Mexikó (Zacatecas állam)      |
| Idrija                   | Szlovénia                     |
| Pharr                    | USA (Texas állam)             |
| Pico Rivera              | USA (Kalifornia állam)        |
| Potosí                   | Bolívia                       |
| San Juan de las Abadesas | Spanyolország                 |
| Santander                | Spanyolország                 |
| Saint Louis              | USA (Missouri állam)          |
| Tulsa                    | USA (Oklahoma állam)          |
| Zacatecas                | Mexikó (Zacatecas állam)      |
| Zapotlán el Grande       | Mexikó (Jalisco állam)        |